# Grottspindlar
Grottspindlar (Nesticidae) är en familj spindlar som omfattar 204 arter i 9 släkten. Familjen är nära släkt med klotspindlarna. Som namnet antyder är de flesta av arterna grottlevande, eller lever under klipputsprång. Arterna är mellan 1 och 5,5 mm långa.
Flera av arterna är mycket lika varandra, och det kan krävas undersökning under mikroskop för att skilja dem åt.